# Semodius
El semodius (plural semodii) era una unitat romana de mesura de líquids equivalent a 4,32 litres. Era equivalent a l'hemiecte grec.